# Liste der Monuments historiques in Rochetaillée
Die Liste der Monuments historiques in Rochetaillée führt die Monuments historiques in der französischen Gemeinde Rochetaillée auf.

## Liste der Immobilien
| Bezeichnung             | Beschreibung            | Standort                             | Kennzeichnung | Schutzstatus | Datum | Bild |
| ----------------------- | ----------------------- | ------------------------------------ | ------------- | ------------ | ----- | ---- |
| Kirche St-Jean-Baptiste | aus dem 15. Jahrhundert | Rochetaillée, rue de l’Église (Lage) | PA00079205    | Inscrit      | 1925  |      |
| Kirche St-Rémy          | aus dem 13. Jahrhundert | Chameroy, rue du Chapitre (Lage)     | PA00079204    | Inscrit      | 1925  |      |

## Liste der Objekte
| Bezeichnung                           | Beschreibung                                                                         | Standort                                            | Kennzeichnung | Schutzstatus | Datum | Bild |
| ------------------------------------- | ------------------------------------------------------------------------------------ | --------------------------------------------------- | ------------- | ------------ | ----- | ---- |
| Skulptur Madonna mit Kind             | Aufsatz eines Prozessionsstabs; Keramik, bemalt und vergoldet, 1856 von Jules Naudet | Rochetaillée, in der Kirche St-Jean-Baptiste (Lage) | PM52001833    | Inscrit      | 1978  |      |
| Taufbecken                            | Stein, farbig gefasst, 16. oder 17. Jahrhundert                                      | Chameroy, in der Kirche St-Rémy (Lage)              | PM52001053    | Classé       | 1978  |      |
| Skulpturengruppe Unterweisung Mariens | Kalkstein, farbig gefasst und vergoldet, vor oder um 1704                            | Rochetaillée, in der Kirche St-Jean-Baptiste (Lage) | PM52001834    | Inscrit      | 1978  |      |